# Ngựa Asturcón
Ngựa Asturcón là một giống ngựa cổ hay ngựa giống lùn có nguồn gốc từ khu tự trị Asturias ở miền bắc Tây Ban Nha. Nó đã được ghi lại từ thời La Mã: giống ngựa này có dáng đi không bình thường, được mô tả bởi Pliny the Elder trong Naturalis Historia của ông. Đó là loại Celtic, và cho thấy sự tương đồng với ngựa Pottok và ngựa Losino của Tây Ban Nha, ngựa Garrano của Bồ Đào Nha và các giống ngựa Dartmoor, ngựa Exmoor, ngựa Fell, ngựa Highland, ngựa Shetland và ngựa xứ Wales của quần đảo Anh.275 kg

## Lịch sử
Asturcón đã được biết đến và mô tả từ thời La Mã; nó được đề cập trong một tập thơ trào phúng của Martial, và bởi Pliny the Elder trong Naturalis Historia, nơi ông mô tả dáng đi nước kiệu đặc trưng của nó.:448 Từ Latinh asturco sau này được sử dụng cho những con ngựa lùn tương tự khác với dáng đi nước kiệu tương tự.
Hiệp hội các nhà lai tạo, Asociación de Criadores de Ponis de Raza Asturcón, được thành lập vào năm 1987, vào thời điểm đó có 23 con ngựa được đăng ký trong cuốn sách về giống. Vào cuối năm 2003, đã có 1181 cá thể ngựa giống này đăng ký, nằm trong sự chăm sóc của 94 nhà lai tạo.:449 Năm 2007, Asturcón được FAO liệt kê là "có nguy cơ tuyệt chủng".:108
Asturcón được cho là đã làm giúp cho giống ngựa Hobby Ailen tuyệt chủng hồi sinh do được sử dụng trong nỗ lực tái tạo giống ngựa này.:440